# Willow Shields
Willow Shields (Albuquerque, 1º giugno 2000) è un'attrice statunitense.

## Carriera
Willow ha iniziato la sua carriera nel 2008, come voce di Gun Watching nel cortometraggio Las Vegas New Mexico 1875. Nel 2009 ha interpretato, insieme alla sua gemella Autumn Shields, i ruoli di Lisa Rogan e Lisa Reale in un episodio di In Plain Sight. Nel 2011 ha avuto un ruolo di rilievo nel film Al di là della lavagna a fianco di Emily VanCamp, Timothy Busfield, Steve Tally, Treat Williams e Isabella Acres.
Nello stesso anno ottiene il ruolo di Primrose Everdeen nel film tratto dalla serie di libri di Suzanne Collins, Hunger Games. Il film, uscito nelle sale statunitensi il 23 marzo 2012, ottiene subito un grande successo sia da parte del pubblico che da parte della critica ed incassa, a livello internazionale, più di 600 milioni di dollari. Già presente anche nel sequel Hunger Games - La ragazza di fuoco (tratto dal romanzo La ragazza di fuoco), Shields recita anche in Hunger Games - Il canto della rivolta - Parte 1 e Hunger Games - Il canto della rivolta - Parte 2 (tratti entrambi da Il canto della rivolta).

## Filmografia

### Cinema
- Hunger Games (The Hunger Games), regia di Gary Ross (2012)
- Hunger Games - La ragazza di fuoco (The Hunger Games: Catching Fire), regia di Francis Lawrence (2013)
- Hunger Games - Il canto della rivolta - Parte 1 (The Hunger Games: Mockingjay - Part 1), regia di Francis Lawrence (2014)
- Hunger Games - Il canto della rivolta - Parte 2 (The Hunger Games: Mockingjay - Part 2), regia di Francis Lawrence (2015)
- Into the Rainbow, regia di Norman Stone e Gary Wing-Lun Mak (2017)
- Detective Knight - Fine dei giochi (Detective Knight: Independence), regia di Edward Drake (2023)

### Televisione
- In Plain Sight - Protezione testimoni - serie TV, 1 episodio (2009)
- Beyond the blackboard - Al di là della lavagna, regia di Jeff Bleckner - film TV (2011)
- R.L. Stine's The Haunting Hour - serie TV, 3x05 (2012)
- Spinning Out - serie TV, 10 episodi (2020) - Serena Baker

### Doppiatrice
- Las Vegas New Mexico 1875 (2008)

## Doppiatrici italiane
Nelle versioni in italiano delle opere in cui ha recitato, Willow Shields è stata doppiata da:
- Agnese Marteddu in Hunger Games, Hunger Games - La ragazza di fuoco, Hunger Games - Il canto della rivolta - Parte 1, Hunger Games - Il canto della rivolta - parte 2, Spinning Out
- Elisa Contestabile in Detective Knight - Fine dei giochi